# Bahnhof Donaueschingen
Der Bahnhof Donaueschingen (Abkürzung: RDO) ist ein Trennungsbahnhof im Süden Baden-Württembergs. Er ist der einzige Bahnhof der Stadt Donaueschingen. Daneben bestehen die Haltepunkte Donaueschingen Allmendshofen, Donaueschingen Mitte/Siedlung, Donaueschingen Aufen und Donaueschingen Grüningen. Der Bahnhof besitzt fünf Bahnsteiggleise. Hier halten rund 100 Züge von DB Fernverkehr (nur am Wochenende), DB Regio und Hohenzollerische Landesbahn.

## Geschichte
Der Bahnhof wurde am 15. Juni 1868 als vorläufiger Endbahnhof des Teilabschnittes Donaueschingen–Engen der Schwarzwaldbahn eröffnet. Am 6. August 1869 wurde die Strecke nach Villingen verlängert. Am 18. Oktober 1892 wurde die Bahnstrecke Donaueschingen–Hüfingen fertiggestellt, der Bahnhof wurde zum Trennungsbahnhof. Gleichzeitig wurde der Bahnhof Sitz eines Bahnmeisters und die Kapazität wurde durch zusätzliche Gleise erweitert. Am 20. August 1901 wurde die Höllentalbahn von Donaueschingen nach Neustadt, wo die Strecke an die bestehende Linie über Titisee nach Freiburg anschloss, in Betrieb genommen. 1902 wurde das Empfangsgebäude abgerissen und durch einen Neubau ersetzt. Ein Großteil der Bahnanlagen, unter anderem auch das Empfangsgebäude, wurde im Zweiten Weltkrieg zerstört. Deshalb wurde nach dem Krieg der Bau eines neuen Gebäudes beschlossen, dieses wurde im Jahr 1959 fertiggestellt.

## Infrastruktur

### Lage
Der Bahnhof liegt südlich der Stadtmitte Donaueschingens. Das Bahnhofsareal wird südlich durch die Friedrich-Ebert-Straße und die Güterstraße sowie nördlich durch die Bahnhofstraße begrenzt. Im Westen und im Osten gibt es Brücken, die das Bahnhofsgelände überqueren, die Schellenbergbrücke und die Bahnhofstraße. Das Empfangsgebäude befindet sich nördlich der Anlagen und besitzt die Adresse Bahnhofstraße 1. Im Gebäude befindet sich unter anderem ein Reisezentrum.

### Stellwerke
Nach Eröffnung des Bahnhofs wurden die Weichen von Weichenwärtern gestellt. Ab 1893 wurden Weichen und Signale durch mechanische Stellwerke gesteuert, hierfür wurden ein Fahrdienstleiterstellwerk und zwei Befehlsstellwerke eingerichtet. Mit der Eröffnung der Höllentalbahn wurde ein viertes Stellwerk notwendig. 1982 wurden die mechanischen Stellwerke durch ein Spurplanstellwerk ersetzt.

### Bahnsteige und Gleisanlagen
Der Bahnhof hat drei Bahnsteige und verfügen über barrierefreie Zu-/Abgänge.
| Gleis | Nutzbare Länge | Bahnsteighöhe | Aktuelle Nutzung                                                                |
| ----- | -------------- | ------------- | ------------------------------------------------------------------------------- |
| 1     | 245 m          | 55 cm         | Züge in Richtung Villingen (Schwarzwald) und Karlsruhe                          |
| 2     | 245 m          | 55 cm         | Züge in Richtung Singen, Konstanz und Ulm                                       |
| 3     | 245 m          | 55 cm         | Züge in Richtung Bräunlingen, Villingen (Schwarzwald) und Rottweil              |
| 4     | 140 m          | 55 cm         | Züge in Richtung Immendingen und Ulm                                            |
| 5     | 140 m          | 55 cm         | Züge in Richtung Bräunlingen, Freiburg, Immendingen und Villingen (Schwarzwald) |

## Verkehr
Der Bahnhof liegt an den Kursbuchstrecken 720 und 727. Er wird am Wochenende durch das Intercity-Zugpaar Schwarzwald auch im Schienenpersonenfernverkehr bedient. Das tägliche Intercity-Zugpaar – ehemals ebenfalls als Schwarzwald bezeichnet – von Hamburg-Altona nach Konstanz wurde im Dezember 2014 eingestellt.
| Linie | Verlauf | Takt                      | Betreiber      |
| ----- | --- | ------------------------- | -------------- |
| IC 35 | Emden – Münster (Westf) / Dortmund – Duisburg – Köln – Koblenz – Karlsruhe – Offenburg – Villingen (Schwarzw) – Donaueschingen – Singen (Hohentwiel) – Konstanz | ein Zugpaar am Wochenende | DB Fernverkehr |
| RE 2  | Karlsruhe – Baden-Baden – Achern – Offenburg – Villingen (Schwarzw) – Donaueschingen – Immendingen – Singen (Hohentwiel) – Konstanz | 60 min                    | DB Regio       |
| RE 55 | (Triberg –) Villingen (Schwarzw) – Donaueschingen – Tuttlingen – Sigmaringen – Riedlingen – Schelklingen – Ulm Hbf | 60/120 min                | DB Regio       |
| RB 42 | Bräunlingen – Donaueschingen – Villingen (Schwarzw) – Schwenningen (Neckar) – Trossingen Bahnhof – Rottweil – Spaichingen – Tuttlingen – Immendingen – Blumberg-Zollhaus | 60 min                    | DB Regio       |
| S10   | Freiburg (Breisgau) Hbf – Freiburg-Wiehre – Freiburg-Littenweiler – Kirchzarten – Himmelreich – Hinterzarten – Titisee – Neustadt (Schwarzw) – Rötenbach (Baden) – Löffingen – Bachheim – Unadingen – Döggingen – Hüfingen Mitte – Donaueschingen (– Donaueschingen-Mitte/Siedlung – Donaueschingen-Aufen – Donaueschingen-Grüningen – Brigachtal-Klengen – Brigachtal-Kirchdorf – Marbach West (Villingen-Schwenningen)) (einzelne Züge in Tagesrandlage) – Villingen (Schwarzw) Züge verkehren zwischen Freiburg Hbf und Titisee vereinigt mit S1 nach/von Seebrugg Stand: Fahrplanwechsel Dezember 2022 | 60 min                    | DB Regio       |

(Stand 2021)